# Jerks.

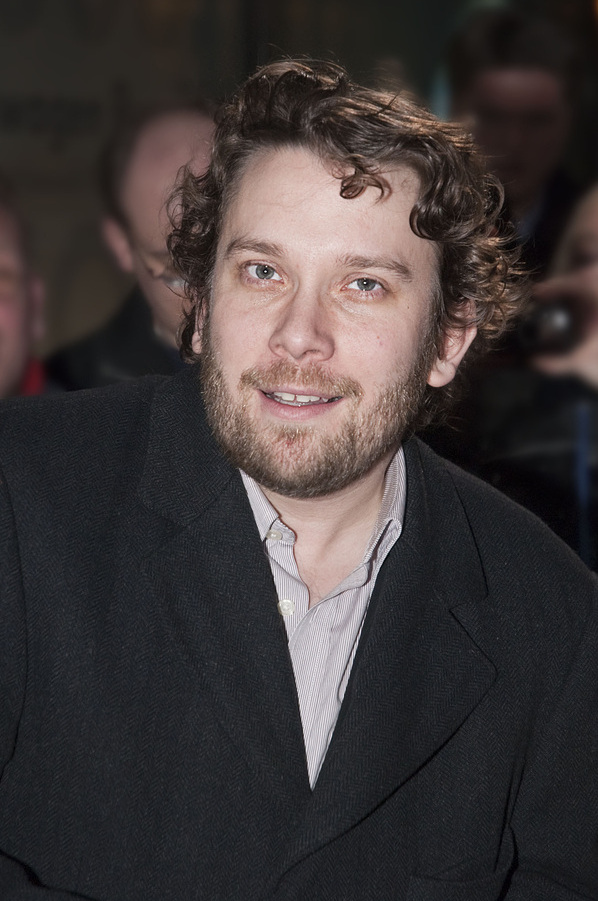
Christian Ulmen

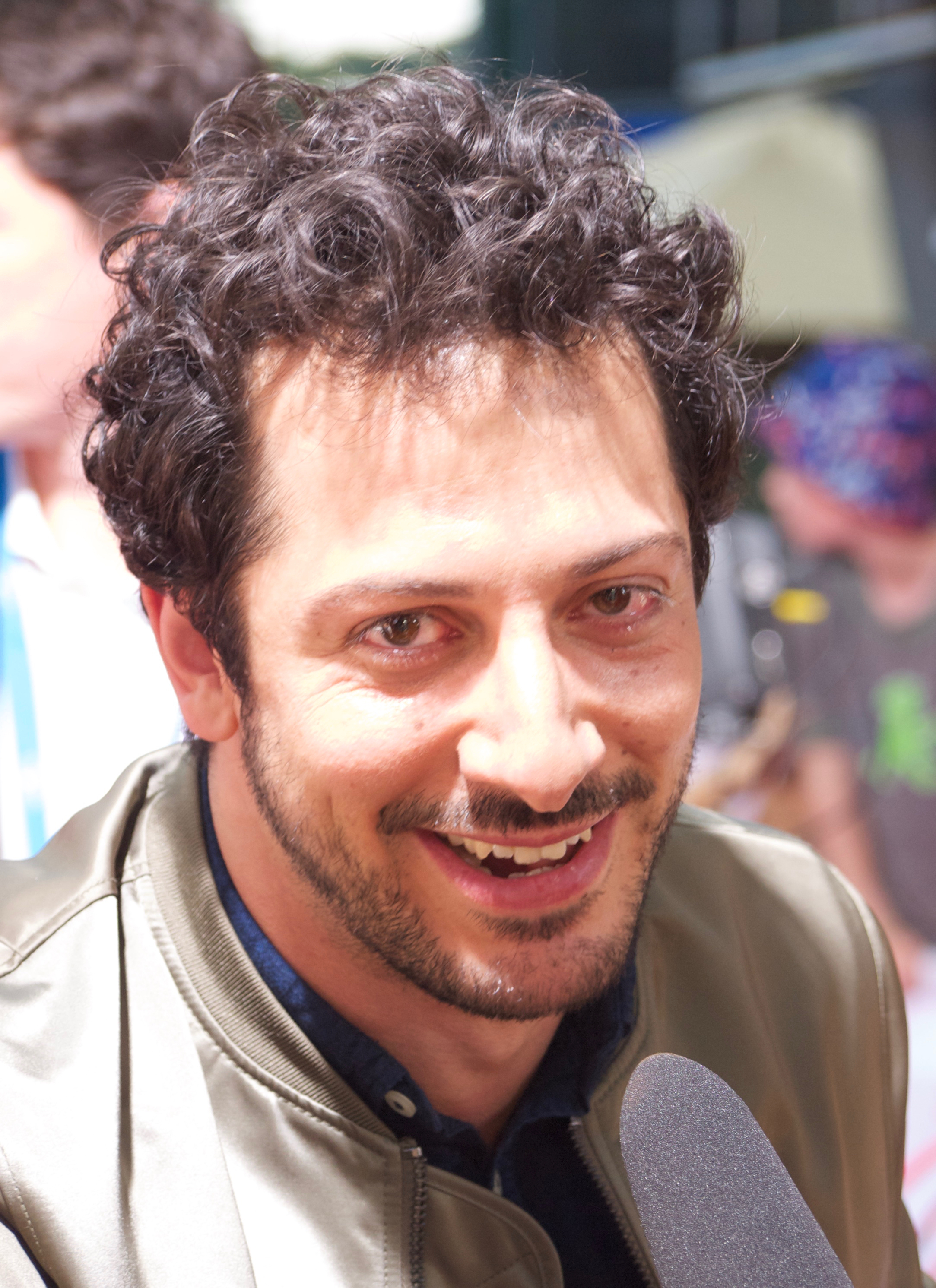
Fahri Yardım

jerks. (engl. „Arschlöcher“, „Trottel“, „Idioten“) ist eine deutsche Comedy-Fernsehserie, die im Januar 2017 zuerst vom Video-on-Demand-Anbieter Maxdome, später von Joyn sowie ProSieben veröffentlicht wurde. Sie endete nach fünf Staffeln und 52 Episoden im März 2023. jerks. handelt von der Freundschaft zwischen den Hauptdarstellern Christian Ulmen und Fahri Yardım.
Die Comedyserie ist die erste eigenproduzierte Reihe des Onlinevideothek- und Video-on-Demand-Anbieters Maxdome in Kooperation mit dem Fernsehsender ProSieben und ist eine Adaption der dänischen Fernsehserie Klovn.

## Inhalt
Die Serie handelt von Christian Ulmen und Fahri Yardım, die sehr eng befreundet sind. Beide versuchen ihre Alltagsprobleme mit Leichtigkeit zu bewältigen, was jedoch nicht immer klappt. Christian führt eine Beziehung mit Emily, während Fahri mit Pheline glücklich zusammenlebt. Auch sie werden mit den Alltagsproblemen von Christian und Fahri regelmäßig konfrontiert.
Jede Episode stellt eine Mischung aus nacherzählten Begebenheiten und fiktiven Elementen dar. Christian und Fahri handeln meist unüberlegt und versuchen, sich mit Lügen zu retten, die am Ende auffliegen und zu peinlichen Situationen führen. Das Prinzip der Serie ist es, dabei die peinlichen Situationen auf die Spitze zu treiben. Aus zunächst gut gemeinten Notlügen werden regelmäßig höchst peinliche Konfrontationen mit der Wahrheit. Besonders zielt die Serie dabei auf Tabubrüche mit sexuellen und sozialen Konventionen ab.
Die beiden Hauptrollen spielen sich in der Serie scheinbar selbst, wobei sich teilweise Fiktion und Realität vermischen. So wird Ulmens Ex-Frau von seiner echten Ehefrau Collien Ulmen-Fernandes verkörpert. Auch tauchen fiktive Tatort-Szenen auf, in denen Christian und Fahri als Ermittler-Team arbeiten. In der Realität sind sie Tatort-Ermittler, jedoch in unterschiedlichen Teams.
Die Serie spielt an Originalschauplätzen in der brandenburgischen Landeshauptstadt Potsdam, in Nebenrollen tauchen immer wieder bekannte Personen aus Berlin und dem Umfeld der Schauspieler auf.

## Neben- und Gastdarsteller
Folgende Schauspieler übernahmen eine wiederkehrende Nebenrolle:
| Figur              | Darsteller                 | Folgen                                         | Beschreibung                         |
| ------------------ | -------------------------- | ---------------------------------------------- | ------------------------------------ |
| Emily Cox          | Emily Cox                  | 1–12, 21–36                                    | Freundin von Christian               |
| Pheline Roggan     | Pheline Roggan             | 1–2, 4–5, 7–13, 15, 17–41, 46–47, 49           | Freundin von Fahri                   |
| Kala               | Cloé Albertine Heinrich    | 1–2, 4–5, 9, 11–13, 17–19                      | Tochter von Christian und Collien    |
| Kala               | Minouk Lenz                | 21, 24–27                                      | Tochter von Christian und Collien    |
| Kala               | Hannah Schiller            | 31, 44, 51                                     | Tochter von Christian und Collien    |
| Lila               | Leonore von Berg           | 1–2, 4–5, 11–13, 17–19, 21, 24–27, 31, 44      | Tochter von Christian und Collien    |
| Collien Fernandes  | Collien Ulmen-Fernandes    | 1–2, 5, 9, 11, 13, 17–19, 21, 24–26, 30–41, 44 | Exfrau und Freundin von Christian    |
| Jojo               | Hendrik von Bültzingslöwen | 2, 5, 13, 24, 26, 30, 31, 38                   | Freund von Collien                   |
| Simone             | Larissa Rieß               | 4, 6, 18, 28                                   | Agentin von Christian und Fahri      |
| Jacob              | Nils Dörgeloh              | 7–10, 22                                       | Alter Freund von Christian           |
| Muriel             | Gisa Flake                 | 7–10                                           | Freundin von Emily und Pheline       |
| Jasna Fritzi Bauer | Jasna Fritzi Bauer         | 11, 14–15, 18–21, 26                           | Christians Seitensprung und Freundin |
| Das Bo             | Das Bo                     | 36–41                                          | Fahris Halbbruder                    |

Folgende Schauspieler hatten in einer oder mehreren Folgen eine Gastrolle:
| Gastdarsteller                                        | Gastdarsteller           | Gastdarsteller    |
| Figur                                                 | Darsteller               | Folge             |
| ----------------------------------------------------- | ------------------------ | ----------------- |
| Roman Seefeld (Psychotherapeut)                       | Christoph Glaubacker     | 1, 13, 22, 26     |
| Sonja Kirchhof                                        | Jessica McIntyre         | 1, 19, 31, 35, 36 |
| Sido                                                  | Sido                     | 1, 3              |
| Kay One                                               | Kay One                  | 2                 |
| Karsten Speck                                         | Karsten Speck            | 2                 |
| Jana                                                  | Jana Pallaske            | 3                 |
| Charlotte Würdig                                      | Charlotte Würdig         | 3                 |
| Ugur                                                  | Cem-Ali Gültekin         | 4                 |
| Programmchef Battberg                                 | Andreas Anke             | 4                 |
| Kaufhausdetektiv                                      | Philipp Baltus           | 4                 |
| Mina Tander                                           | Mina Tander              | 5, 11, 30         |
| Dar                                                   | Dar Salim                | 5, 7              |
| Lehrer                                                | Christopher Lauer        | 5                 |
| Claus Strunz                                          | Claus Strunz             | 6                 |
| Jaques (frz. Diplomat)                                | Jean-Yves Berteloot      | 6                 |
| Ralph Herforth                                        | Ralph Herforth           | 7, 30             |
| Dr. Tschilp (Urologe)                                 | Rüdiger Kuhlbrodt        | 7, 11             |
| Hannes Hopper (Klinikarzt) / Dr. Bamberger (Chefarzt) | Alexander Wipprecht      | 7, 9, 12, 25, 31  |
| Nora Tschirner                                        | Nora Tschirner           | 8, 23             |
| Regisseur                                             | Sven Unterwaldt          | 8                 |
| Kim                                                   | Kim Hnizdo               | 9                 |
| Jürgen                                                | Jan Georg Schütte        | 9                 |
| Polizist                                              | Harald Effenberg         | 10, 20, 25, 26    |
| Andreas Bourani                                       | Andreas Bourani          | 11, 30, 52        |
| Arne                                                  | Andreas Pietschmann      | 11                |
| Marie Hopper                                          | Paula Kroh               | 12                |
| Daisy Hopper                                          | Marion Elskis            | 12                |
| May-Lee                                               | Le-Thanh Ho              | 13                |
| Maxi                                                  | Maxi Gstettenbauer       | 13                |
| Regina von Böhm                                       | Eva Weißenborn           | 13                |
| Anna Maria Mühe                                       | Anna Maria Mühe          | 14                |
| Raul                                                  | Raul Krauthausen         | 14                |
| Arne Friedrich                                        | Arne Friedrich           | 14                |
| Palina Rojinski                                       | Palina Rojinski          | 15                |
| Vivienne Rojinski                                     | Vivienne Rojinski        | 15                |
| Mönch Sangpo                                          | Kevin Shih-Hung Chen     | 15                |
| Dr. Nicole Storch (Proktologin)                       | Anna F.                  | 15                |
| Storchenfreundin                                      | Annette Strasser         | 16                |
| Rüdiger Melsbach                                      | Sascha Alexander Geršak  | 16                |
| Joachim Ulmen (Christians Vater)                      | Hermann Beyer            | 16, 20            |
| Angela Ulmen (Christians Mutter)                      | Alice Hoffmann           | 16, 20            |
| Paul                                                  | Paul Keuter              | 17, 30, 45        |
| Julian Schieber                                       | Julian Schieber          | 17                |
| Sebastian Langkamp                                    | Sebastian Langkamp       | 17                |
| Veronica Ferres                                       | Veronica Ferres          | 17                |
| Frau Pohl (Lehrerin)                                  | Hildegard Schroedter     | 17–18             |
| Sophia (Escortdame)                                   | Karin Hanczewski         | 18                |
| Alexander Ziegenhagen                                 | Aleksandar Jovanovic     | 18                |
| Wayne Carpendale                                      | Wayne Carpendale         | 18, 40            |
| Frau Weihrauch (Jugendamt)                            | Cornelia Schirmer        | 18, 23            |
| Französin                                             | Claudia Hübschmann       | 19                |
| Joko Winterscheidt                                    | Joko Winterscheidt       | 19                |
| Jasmin Wagner/Blümchen                                | Jasmin Wagner            | 20–22, 39, 41     |
| Jörg Diernberger                                      | Jörg Diernberger         | 20                |
| Fahris Sohn                                           | Khalil Tamim             | 20–22, 26         |
| Klaas Heufer-Umlauf                                   | Klaas Heufer-Umlauf      | 21                |
| Volker Bruch                                          | Volker Bruch             | 22                |
| Oy                                                    | Trang Le Hong            | 22                |
| Aussteller                                            | Rocko Schamoni           | 22                |
| Arndt Schwering-Sohnrey                               | Arndt Schwering-Sohnrey  | 23                |
| Ludwig Barner (Wurstfabrikant)                        | Volker Lechtenbrink      | 24                |
| Norbert Herricke                                      | Peter Sikorski           | 25                |
| Elea                                                  | Nura                     | 3, 25             |
| Coco                                                  | Nina Damsch              | 25                |
| Ralf Husmann                                          | Ralf Husmann             | 25                |
| Ivonne (Fahris Nachbarin)                             | Odine Johne              | 26                |
| Herr Sumalani                                         | Eray Eğilmez             | 26                |
| Marcel Reif                                           | Marcel Reif              | 27                |
| Karin                                                 | Katharina Marie Schubert | 27                |
| Sean                                                  | Johannes Suhm            | 27                |
| Cookie Eisermann                                      | Matthias Weidenhöfer     | 28                |
| Hendrik                                               | Alireza Bayram           | 28                |
| Herr Weinberg                                         | Rainer Egger             | 29                |
| Michael                                               | Frédéric Vonhof          | 29                |
| Julia Hartmann                                        | Julia Hartmann           | 30                |
| Inez Bjørg David                                      | Inez Bjørg David         | 30                |
| Rezo                                                  | Rezo                     | 31                |
| Michael Kirchhof                                      | Jamal Braun              | 31                |
| Yeliz Yardım                                          | Renan Demirkan           | 33, 41            |
| Therapeut                                             | Ulrich Clement           | 33, 51, 52        |
| Cara                                                  | Larissa Sirah Herden     | 34, 40, 41        |
| Jamila                                                | Samira El Ouassil        | 34                |
| Patrick Bach                                          | Patrick Bach             | 35                |
| Abid                                                  | Alexander Osei           | 35                |
| Herr Jochen (Friedhofsverwalter)                      | Thomas Gerber            | 37                |
| Sabine Roth                                           | Darja Mahotkin           | 37                |
| Markus Roth                                           | Gregor Knop              | 37                |
| Pastor                                                | Jörg Bauer               | 37                |
| Sophie Passmann                                       | Sophie Passmann          | 38                |
| Oliver Geller                                         | Jonas Sippel             | 39                |
| Frau Geller (Mutter von Oliver)                       | Lisa Hagmeister          | 39                |
| Frau Harms                                            | Dorothea Schenk          | 39                |
| Herr Harms                                            | Jan Henrik Stahlberg     | 39                |
| Schwester Harms                                       | Sonja Hilberger          | 39                |
| Gast 1                                                | Sven Larf                | 39                |
| Gast 2                                                | Kai Polzer               | 39                |
| Gast 3                                                | Konstantin Schulte       | 39                |
| Verkäuferin Luxus Atelier                             | Magdalena Schmidt        | 39                |
| Simon Verhoeven                                       | Simon Verhoeven          | 40                |
| Emilia Schüle                                         | Emilia Schüle            | 40                |
| Annemarie Carpendale                                  | Annemarie Carpendale     | 40                |
| Sarah-Lee Heinrich                                    | Sarah-Lee Heinrich       | 43                |
| Eva Schulz                                            | Eva Schulz               | 43                |
| Olli Schulz                                           | Olli Schulz              | 43                |
| Micky Beisenherz                                      | Micky Beisenherz         | 43                |
| Nilam Farooq                                          | Nilam Farooq             | 44, 45            |
| Aki Bosse                                             | Aki Bosse                | 44–46             |
| Oliver Polak                                          | Oliver Polak             | 44, 45            |
| Donnie O’Sullivan                                     | Donnie O’Sullivan        | 44, 45            |
| Konstantin Kuhle                                      | Konstantin Kuhle         | 44, 45            |
| Bruno Alexander                                       | Bruno Alexander          | 45                |
| Emil Belton                                           | Emil Belton              | 45                |
| Hadnet Tesfai                                         | Hadnet Tesfai            | 45                |
| Riccardo Simonetti                                    | Riccardo Simonetti       | 46, 47            |
| Till Reiners                                          | Till Reiners             | 46                |
| Ariana Baborie                                        | Ariana Baborie           | 46                |
| Alli Neumann                                          | Alli Neumann             | 46, 49            |
| Astrid Hessenbach                                     | Pina Kühr                | 47                |
| Frau Unger (Lehrerin)                                 | Milena Dreißig           | 48                |
| Marteria                                              | Marteria                 | 49                |
| Mieze Katz                                            | Mieze Katz               | 49                |
| Tommi Schmitt                                         | Tommi Schmitt            | 49                |
| Linda Zervakis                                        | Linda Zervakis           | 52                |
| Jan Hofer                                             | Jan Hofer                | 52                |
| Mark Forster                                          | Mark Forster             | 52                |
| Frederick Lau                                         | Frederick Lau            | 52                |

## Produktion

### Vorbild
Die Serie ist eine Adaption der dänischen Fernsehserie Klovn. Für diese wurden zwischen 2005 und 2018 insgesamt sieben Staffeln mit 70 Folgen produziert und auf dem Sender TV 2 Zulu ausgestrahlt. Vor jerks. wurde das Serienformat bereits erfolgreich nach Belgien und in die Niederlande verkauft. Klovn wiederum wurde stark vom US-amerikanischen Curb Your Enthusiasm beeinflusst: Auch hier spielt ein Fernsehprominenter sich selbst und gerät immer wieder aufgrund seines Verhaltens in peinliche Situationen. Ebenfalls besitzen die Serien keine vollständigen Drehbücher, sondern die Dialoge werden von den Schauspielern improvisiert. Anders als bei anderen Adaptionen ausländischer Formate (beispielsweise Stromberg, das laut Abspann von der britischen Serie The Office inspiriert wurde), wurden bei jerks. teilweise ganze Episoden sehr originalgetreu nachgedreht; beispielsweise handelt es sich bei der Folge Camilla, in der die Protagonisten einen Masturbationskurs besuchen, um eine direkte Adaption der Folge It’s a Jungle Down There, welche 2005 von Lars von Trier für die zweite Staffel Klovn geschrieben wurde. Ulmen unterstrich in einem Interview, die Inspiration zu den Geschichten würde auch aus eigenen Erfahrungen stammen. Hingegen haben die beiden Hauptdarsteller von Klovn, Frank Hvam und Casper Christensen, ausgerechnet in der nicht adaptierten Folge Der JoJo-Effekt einen kurzen Cameo beim Elternabend.

### Vorproduktion und Dreharbeiten
Im April 2016 sprach der Maxdome-Geschäftsführer Filmon Zerai davon, dass der Onlinevideothek- und Video-on-Demand-Anbieter in den nächsten Monaten, ebenfalls wie Netflix und Amazon Video, eine eigene Serie produzieren sowie veröffentlichen möchte.
Nur drei Monate später wurde bekannt, dass Maxdome eine Serie über zwei beste Freunde, gespielt von Christian Ulmen und Fahri Yardım, beim Produktionsunternehmen Talpa Germany in Auftrag gegeben hat. Die Drehbücher der ersten Staffel wurden von Johannes Boss und Murmel Clausen geschrieben.
Von September bis November 2016 wurde die erste Staffel unter der Regie von Christian Ulmen in Potsdam gedreht. Die Drehorte waren im Potsdamer Stadtgebiet, darunter das Holländische Viertel, der Bassinplatz und das Einstein-Gymnasium in der Innenstadt, die nobleren Villenviertel in den Potsdamer Ortsteilen Berliner Vorstadt (unter anderem Restaurant Garage du Pont an der Glienicker Brücke) und Neubabelsberg (unter anderem in der Karl-Marx-Straße und Virchowstraße am Griebnitzsee) sowie die Westlichen Vorstädte und Altbauviertel in Babelsberg einschließlich des Bahnhofs Babelsberg.
Anfang Mai 2017 bestätigte Maxdome die Produktion einer zweiten Staffel, die vom September bis Oktober 2017 erneut in Potsdam unter der Regie von Ulmen gedreht wurden. Head-Autor der zweiten Staffel war neben Johannes Boss Christian Ulmen. Bei der Storyline wirkten die Drehbuchautorin Janna Nandzik sowie die beiden Serienerfinder und Hauptdarsteller von Klovn, Frank Hvam und Casper Christensen, mit.
Ende Mai 2018 wurde von ProSieben und Maxdome bekanntgegeben, dass es eine dritte Staffel geben wird. Drehstart für diese zehn Folgen war am 12. September 2018 im Holländischen Viertel in Potsdam. Die Dreharbeiten unter der erneuten Regie von Ulmen wurden am 25. Oktober 2018 beendet. Die Drehbücher stammten erneut von Johannes Boss und Christian Ulmen sowie von Johann Buchholz. Bei der Storyline wirkten erneut Hvam und Christensen mit.
Anfang November 2019 verlängerten Joyn und ProSieben die Serie um eine vierte Staffel. Produziert wird sie erstmals durch das von Christian Ulmen, Carsten Kelber und ProSiebenSat.1 neu gegründete Produktionsunternehmen Pyjama Pictures GmbH. Im September 2020 begannen die Dreharbeiten zur vierten Staffel. Neu hinzugestoßen zum aktuellen Autorenteam ist der Autor und Musiker Timon Karl Kaleyta. Die Veröffentlichung einer Doppelfolge als Prolog fand am 23. Dezember statt, die Ausstrahlung der regulären zehn Folgen war für 2021 geplant. Am 25. August 2021 startete die vierte Staffel. Im Februar 2023 begann die fünfte Staffel der Serie mit insgesamt zehn Folgen.

## Realitätsbezug
Vor jeder Folge wird im Intro der Hinweis „Beruht auf wahren Begebenheiten“ eingeblendet. Während die erste Staffel zum Großteil die Handlung der dänischen Vorlage Klovn übernimmt, sind die weiteren Staffeln inspiriert von Ulmens und Yardıms persönlichen Erfahrungen. Allerdings werden viele Handlungsstränge überspitzt dargestellt oder sind vollkommen fiktiv.
Folgende Figuren oder Personen sind an die Realität angelehnt:
- Die Figur Cookie Eisermann aus Folge 28 ist eine Persiflage des Autors und Moderatoren Micky Beisenherz.[19][20]
- In der Folge 38 engagiert Fahri für einen Disco-Auftritt mehrere Obdachlose. Zudem lässt er Fotos von sich am Schlafplatz jener machen. Diese Situation ist angelehnt an die Promotionsfotos einer Luxustasche, die der Schauspieler Lars Eidinger in einer Kooperation mit dem Designer Philipp Bree veröffentlichte: Die Tasche hat das Design der Einkaufstüten der Discounterkette Aldi, mit der sich Eidinger vor einer Obdachlosenunterkunft fotografieren ließ.[21]

## Veröffentlichungen
| # | Folgen | Video-On-Demand               | Fernsehen                 | DVD           |
| - | ------ | ----------------------------- | ------------------------- | ------------- |
| 1 | 10     | 26. Jan. – 23. Feb. 2017      | 21. Feb. – 21. März 2017  | 16. März 2018 |
| 2 | 10     | 29. März 2018                 | 8. Mai – 5. Juni 2018     | 2. Nov. 2018  |
| 3 | 10     | 18. Juni – 16. Juli 2019      | 8. – 29. Okt. 2019        | 1. Nov. 2019  |
| 4 | 12     | 23. Dez. 2020 – 24. Sep. 2021 | 4. Jan. – 1. Feb. 2022    | 4. Feb. 2022  |
| 5 | 10     | 2. Feb. 2023 – 30. März 2023  | 11. Sept. – 10. Okt. 2024 |               |

### Streaming
Die erste Staffel wurde vom 26. Januar bis zum 23. Februar 2017 auf dem Video-on-Demand-Anbieter Maxdome erstmals veröffentlicht. Wöchentlich (donnerstags) wurden jeweils zwei neue Folgen zum Abruf bereitgestellt. Die zweite Staffel wiederum wurde komplett am Donnerstag, den 29. März 2018 auf Maxdome veröffentlicht.
Die Veröffentlichung der dritten Staffel fand erstmals gleichzeitig auf Maxdome sowie kostenlos auf dem neuen Streaminganbieter Joyn statt. Ab dem 18. Juni wurden jeden Dienstag bis zum 16. Juli 2019 zwei neue Folgen zum Abruf bereitgestellt.
Nach der Veröffentlichung einer Doppelfolge im Dezember 2020 strahlt Joyn seit dem 25. August 2021 die vierte Staffel aus.
Die fünfte und letzte Staffel lief zwischen dem 2. Februar und 30. März 2023.

### Fernsehen
Der Free-TV-Sender ProSieben zeigte ab dem 21. Februar 2017 jeweils dienstags um 23:15 Uhr die Serie in Doppelfolgen. Das Staffelfinale fand am 21. März 2017 statt. Die zweite Staffel lief vom 8. Mai bis zum 5. Juni 2018 erneut dienstags in Doppelfolgen, aber bereits um 22:15 Uhr.
Die dritte Staffel lief vom 8. bis zum 29. Oktober 2019 abermals dienstags zunächst in Doppelfolgen und anschließend mit drei Folgen, jedoch gegen 22:45 Uhr.
Im Pay-TV läuft die Serie seit Ende Juli 2017 auf ProSieben Fun.

### DVD
Alle Staffeln der Serie werden im Vertrieb der Universum Film GmbH auf DVD veröffentlicht. Die erste Staffel der Serie erschien am 16. März 2018 und die zweite Staffel am 2. November 2018. Die dritte Staffel folgte am 1. November 2019. Am 4. Februar 2022 erschien Staffel 4.

## Rezeption

### Auszeichnungen

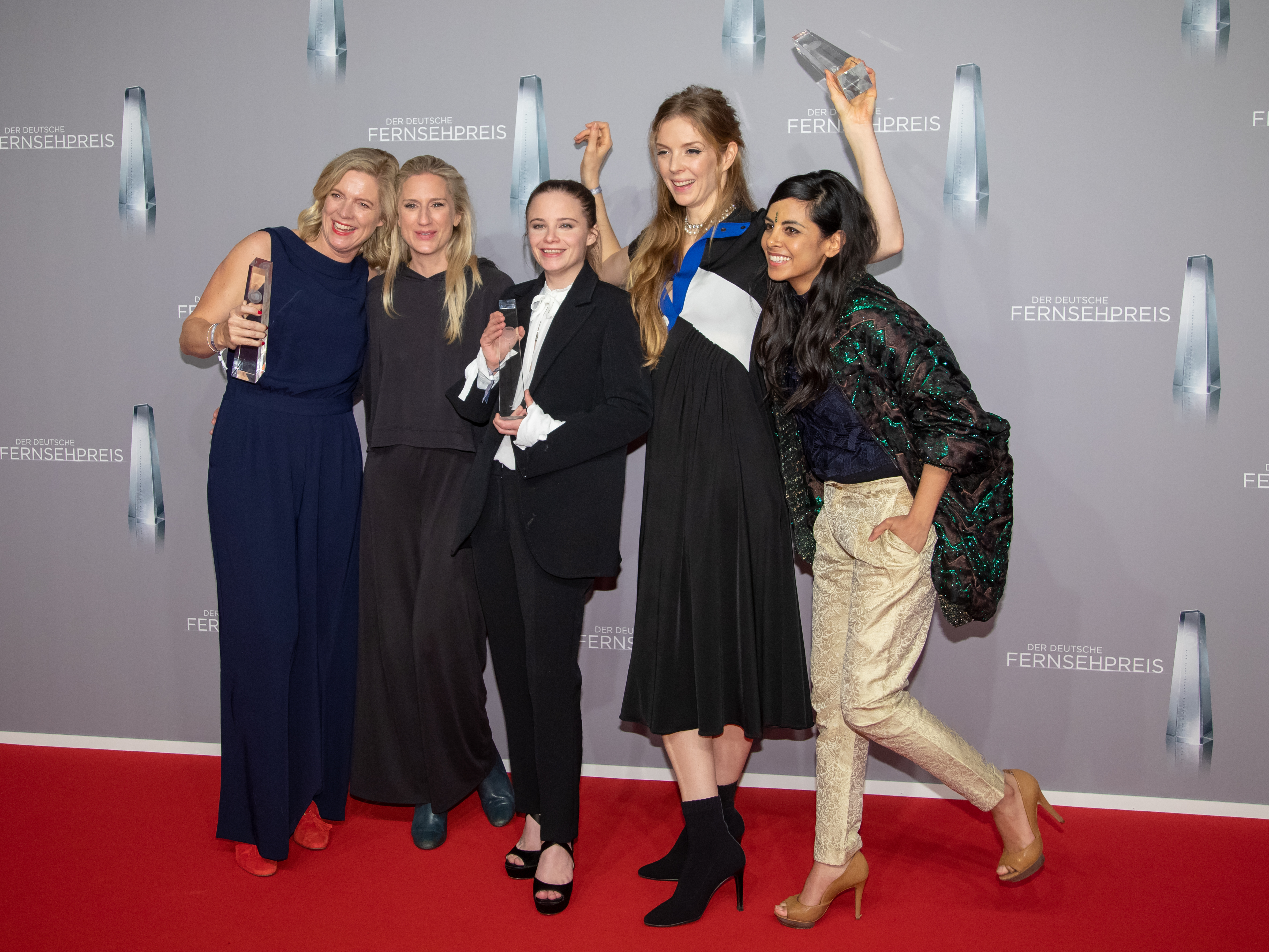
Team aus Jerks. mit dem Deutschen Fernsehpreis 2019

Die Serie gewann bisher insgesamt sieben nationale und internationale Preise, die im Folgenden aufgelistet sind:
- Deutscher Comedypreis
  - 2017: Auszeichnung in der Kategorie Beste Innovation
  - 2018: Auszeichnung in der Kategorie Beste Comedyserie
  - 2019: Auszeichnung in der Kategorie Beste Comedyserie
  - 2020: Nominierung in der Kategorie Beste Comedyserie
- Deutscher Fernsehpreis
  - 2019: Auszeichnung in der Kategorie Beste Comedyserie
- Quotenmeter-Fernsehpreis
  - 2017: Auszeichnung für Christian Ulmen als Bester Hauptdarsteller in einer Serie oder Reihe
  - 2017: Auszeichnung für Nils Dörgeloh als Bester Nebendarsteller in einer Serie oder Reihe
- Romy
  - 2017: Auszeichnung mit dem Preis der ROMY Akademie[32]

### Kritik
Die Kritiken waren überwiegend positiv. Kritische Stimmen zogen hingegen Vergleiche zu Formaten wie Louie, Curb your Enthusiasm und Pastewka und schätzten jerks. im Vergleich deutlich schwächer ein.

„Und es ist wahnsinnig gut gemacht: […] Diese Serie hält den Zuschauer nicht für blöder als sich selbst. Sie ist auf Augenhöhe gemacht.“

„Jerks kommt ohne klassisches Dialogdrehbuch aus – und ist gerade deshalb unbedingt sehenswert. […] Und wenn Maxdome und ProSieben keine zweite Staffel in Auftrag geben, […] werde ich auch die Abschaffung von Maxdome und ProSieben fordern.“

„Eingerahmt durch ein unaufdringliches, das Geschehen dennoch effektiv unterstreichendes Berlin-Lokalkolorit marschiert ‚Jerks‘ direkt aus dem Startblock nach ganz vorne in der Riege aktueller deutscher Comedyserien.“

„Wo Loriot vor vierzig Jahren haarfeine Risse in den Fassaden der bürgerlichen Gesellschaft entblößte, erschüttert ‚Jerks‘ mit wilder Entschlossenheit die Grundfesten der Zivilisation. […] Diese Therapie möge unbedingt verlängert werden.“

„Im Großen und Ganzen: Etwas derberer Männerherzen-Humor, teilweise mit den gleichen Schauspielern, etwa Jana Pallaske (als sie selbst) und natürlich Christian Ulmen. Der Horizont der Serie ist erschreckend klein, reicht kaum über die vermeintlichen sexuellen Tabubrüche und die augenzwinkernde Persiflage deutschen Showbiz’ hinaus. Das hat man schon Welten besser bei Louie gesehen und, weil der Vergleich so ungerecht ist, viel dezenter und feinsinniger auch bei Pastewka.“

„[…] wo die peinlichen Situationen in ‚Curb [your Enthusiasm]‘ jederzeit plausibel, sozusagen ‚echt‘ sind und vom Doku-Format nicht bloß behauptet, sondern ausgemalt werden, fingert Ulmen, der sich selbst spielt und von Larry David als Larry David aber die Strecke Potsdam–Los Angeles entfernt ist, bloß in der Comedy-Schublade ‚peinliche Situation‘ herum […] Lassen Ulmen und sein Freund und Spielpartner Fahri Yardım […] die quälende Fixierung auf den schlechthin ‚peinlichen‘ Sex- oder Fäkalunfall aber fahren, landen sie plötzlich bei einer groben deutschen Version von ‚Louie‘, die, bei aller sturen Ausgedachtheit, immerhin kleine komische Momente hat.“